# 岸嶽站
岸嶽站（日语：／ Kishitake eki */?）是位於佐賀縣東松浦郡北波多村（現時：唐津市），日本國有鐵道（國鐵）唐津線（岸嶽支線）的鐵路車站（廢站）。
在明治後期至昭和前期，於車站所在的北波多村因煤礦而繁榮，而此站是該村的中心車站。在煤礦關閉後人口減少。在1971年（昭和46年），岸嶽支線被列入赤字83線後被廢除，此站也成為廢站。

## 概要
在1922年（大正11年）制定的改正鐵道敷設法別表中，記載了。當時有計劃從此站繼續興建鐵路連接伊萬里站。後來實際的起點改為山本站，而連接伊萬里站的鐵路線即是現時的筑肥線。

## 歷史
- 1912年（明治45年）1月17日：此貨運車站啟用[1]。
- 1913年（大正2年）9月21日：開設客運業務[1][2]。
- 1968年（昭和43年）3月10日：結束貨運業務[1]。
- 1971年（昭和46年）8月20日：隨著岸嶽支線被廢除，此站也被廢除[1]。

## 車站構造
截至廢站一刻，此站設有木造站舍和1面1線的月台，站舍的屋頂是橙色，當時為有人車站。另外站內也有數條貨運專用側線，在路軌終端部分設有小型貨運月台。

## 相鄰車站
日本國有鐵道（國鐵）
唐津線（岸嶽支線） 
牟田部－岸嶽

## 注腳
1. 1 2 3 4 5 6  石野哲 (编). . JTB. 1998: 722. ISBN 978-4-533-02980-6 （日语）.
2. ↑  『「鐵道院告示第78號」官報 1913年9月17日』 - 國立國會圖書館デジタルコレクション

## 相關項目
- 日本鐵路車站列表 Mu